# Marc Aureli Escaure
|  | Per a altres significats, vegeu «Marc Emili Escaure (cònsol)». |

Marc Aureli Escaure (en llatí Marcus Aurelius Scaurus)va ser un magistrat romà que va viure al segle ii aC. Formava part de la gens Aurèlia, de la seva branca plebea.
Va ser cònsol sufecte l'any 108 aC, elegit per a substituir el cònsol Quint Hortensi, que segurament va ser destituït després d'un judici per corrupció. Tres anys després, el 105 aC va ser nomenat legat consular del cònsol Gneu Mal·li Màxim a la Gàl·lia on va ser derrotat pels cimbres en un combat previ a la batalla d'Arausio, i fet presoner. Conduït davant dels caps del poble, els va advertir de no creuar els Alps, ja que trobarien impossible de sotmetre als romans. Va ser immediatament executat per Boiorix, un dels caps. Hi ha unes monedes d'un Marc Aureli Escaure, però probablement va ser un personatge diferent, un magistrat amb categories inferiors.